# Dimini
Dimini (Grieks: Διμήνι) is een dorp in de deelgemeente (dimotiki enotita) Aisonia van de fusiegemeente (dimos) Volos, in de Griekse bestuurlijke regio (periferia) Thessalië.
Dimini ligt ongeveer 5 kilometer ten zuidwesten van Volos; het was de hoofdplaats van de voormalige gemeente Aisonia.
Dimini is voornamelijk bekend van de opgravingen van de laatneolithische (ca. 5000 voor Christus) nederzetting. Deze nederzetting is in de 19e eeuw ontdekt door Griekse archeologen. Resten van bewoning van de nederzetting kunnen getraceerd worden tot in de bronstijd (14e eeuw voor Christus).
De opgravingen hebben de laatneolithische Diminiperiode haar naam gegeven.
Het dorp Dimini is verder bekend om haar Heratempel, die gebouwd is rond 600 v.Chr. ter ere van de godin Hera.